# سمیون موگیلویچ
سمیون موگیلویچ (روسی: Семён Юдкович Могилевич) − رئیس باند جرایم سازمان یافته روسی است. قاچاق اسلحه، قتل، آدم ربایی، قاچاق مواد مخدر و... از جمله فعالیت های موگیلویچ است.

## زندگی
وی یهودی‌الاصل است و سه فرزند داشته و در مسکو زندگی می کند. دارایی های این فرد 10 میلیارد دلار تخمین زده می‌شود.